# Nain (Canada)
Nain (Inuit: Nunainguk) is een gemeente in de Canadese provincie Newfoundland en Labrador. Het is de meest noordelijk gelegen permanent bewoonde nederzetting van de provincie.
Nain is de administratieve hoofdstad van de autonome regio Nunatsiavut en is een van de vijf Inuitgemeenten (of "Inuit community governments") in de provincie.

## Geschiedenis
Historisch gezien was de locatie van het hedendaagse dorp een Inuitverzamelplaats die bekendstond als Nuneingoak of Nunainguk. Mede door toedoen van de invloedrijke Inuitvrouw Mikak stichtten missionarissen van de Moravische Kerk er een missiepost. Deze noemden ze Nain en vormde de basis van de hedendaagse nederzetting.
In 1970 werd het dorp een gemeente met de status van local government community (LGC). In 1980 werden LGC's op basis van The Municipalities Act als bestuursvorm afgeschaft. De gemeente werd daarop automatisch een community om een aantal jaren later uiteindelijk een town te worden. Door de Labrador Inuit Land Claims Agreement is Nain sinds 2005 een Inuit community government.

## Geografie
Nain ligt in aan de kust van de Atlantische Oceaan in het noorden van de regio Labrador. De natuurlijke haven van het plaatsje wordt beschermd door Paul Island en Rhodes Island, de twee meest nabijgelegen eilanden van de Nainarchipel. De gemeente meet zo'n 95 km² al zijn alle inwoners geconcentreerd in de dorpskern in het oosten. Het grondgebied van de gemeente wordt in het noorden begrensd door Nain Bay.

## Demografie
Hoewel de grote meerderheid van de plaatsen in de provincie de laatste decennia een duidelijke dalende demografische trend kent, zet deze zich in Nain niet door. Tussen 1991 en 2021 schommelde de bevolkingsomvang steeds rond de 1000 à 1200 inwoners.
| Demografische ontwikkeling van Nain tussen 1951 en 2021                    |
| -------------------------------------------------------------------------- |
|                                                                            |
| Bron: Statistics Canada (1951–1986, 1991–1996, 2001–2006, 2011–2016, 2021) |

### Taal
In 2021 hadden zo'n 700 inwoners (83%) van Nain het Engels als moedertaal; vrijwel alle anderen waren die taal machtig. De overige 17% van de bevolking had een inheemse taal als moedertaal. Het betrof vrijwel uitsluitend het Inuktitut, een Inuittaal die 255 inwoners van Nain machtig waren (30%).

## Klimaat
| Maand                                | jan   | feb   | mrt   | apr   | mei   | jun  | jul  | aug  | sep  | okt   | nov   | dec   | Jaar  |
| ------------------------------------ | ----- | ----- | ----- | ----- | ----- | ---- | ---- | ---- | ---- | ----- | ----- | ----- | ----- |
| Hoogste maximum (°C)                 | 10,5  | 7,6   | 12,1  | 14,5  | 25,6  | 33,3 | 33,3 | 32,7 | 26,1 | 19,4  | 11,7  | 6,7   | 33,3  |
| Gemiddeld maximum (°C)               | −13,5 | −13,0 | −7,5  | 0,0   | 5,6   | 11,0 | 14,9 | 15,8 | 11,5 | 5,1   | −1,3  | −8,1  | 1,7   |
| Gemiddelde temperatuur (°C)          | −17,6 | −17,4 | −12,5 | −4,6  | 1,5   | 6,4  | 10,1 | 11,0 | 7,5  | 2,1   | −4,4  | −11,8 | −2,5  |
| Gemiddeld minimum (°C)               | −21,6 | −21,8 | −17,4 | −9,1  | −2,5  | 1,8  | 5,3  | 6,1  | 3,4  | −1,0  | −7,5  | −15,4 | −6,6  |
| Laagste minimum (°C)                 | −39,4 | −38,3 | −37,0 | −31,1 | −17,5 | −6,7 | −2,8 | −2,8 | −6,7 | −19,0 | −24,4 | −41,5 | −41,5 |
|                                      |       |       |       |       |       |      |      |      |      |       |       |       |       |
| Neerslag (mm)                        | 83,8  | 70,9  | 73,6  | 71,1  | 57,0  | 83,4 | 98,6 | 71,5 | 81,9 | 74,2  | 77,6  | 81,9  | 925,5 |
| Regendagen (dag)                     | 14,1  | 12,0  | 13,1  | 13,7  | 13,0  | 15,0 | 16,0 | 15,4 | 15,4 | 14,6  | 13,8  | 14,1  | 170,2 |
| Bron: Environment Canada (1981-2010) |       |       |       |       |       |      |      |      |      |       |       |       |       |

## Transport
Het kustdorp Nain is een outport die geen wegen heeft die ernaartoe leiden. Er is een kleine luchthaven en in de warme maanden is Nain bereikbaar via een veerboot die wekelijks de verbinding maakt met het zuidzuidoostelijk gelegen dorp Natuashish (132 km; vijfenhalf uur). Vanuit Natuashish vaart de veerboot na een stop van anderhalf uur verder naar het zuiden toe richting andere kustgemeenschappen.

## Gezondheidszorg
Gezondheidszorg wordt in de gemeente aangeboden door de Nain Community Clinic. Deze gemeenschapskliniek valt onder de bevoegdheid van de gezondheidsautoriteit Labrador-Grenfell Health (met inspraak van Nunatsiavut) en biedt de inwoners eerstelijnszorg en spoedzorg aan. Er zijn tien medische personeelsleden in dienst, met name zes verpleegsters en vier personal care attendants, met daarnaast de regelmatige aanwezigheid van een bezoekend arts.

## Zie ook

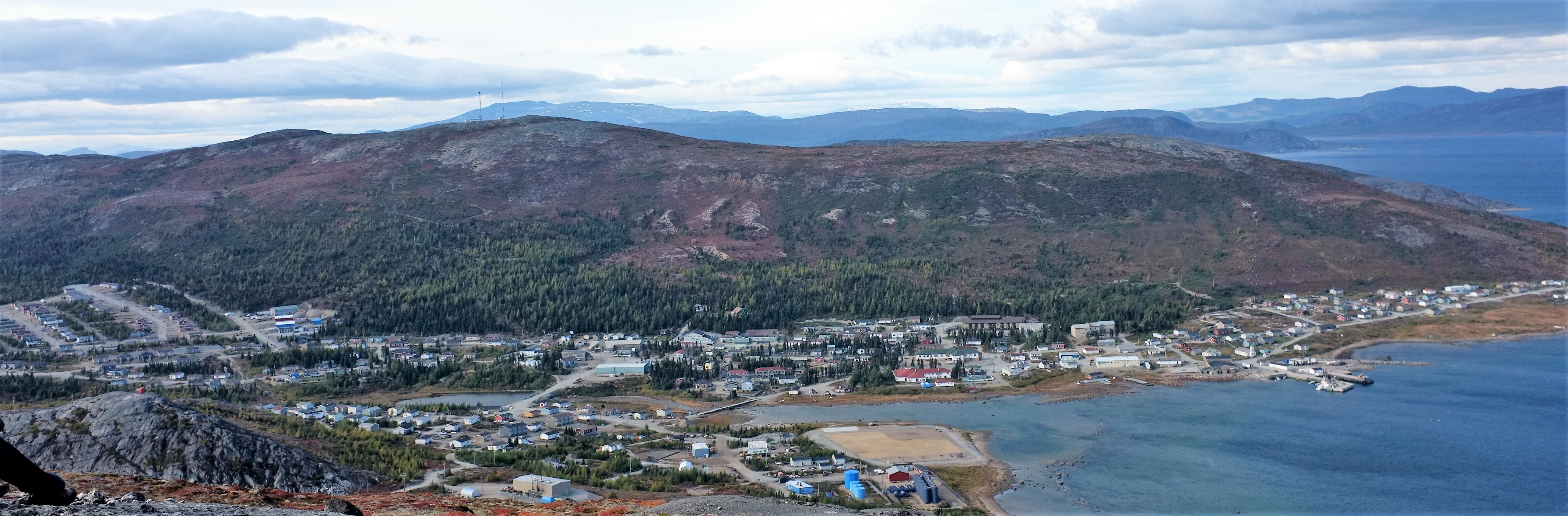
Zicht op Nain vanaf Mount Sophie (2011).